# Alvenaria estrutural

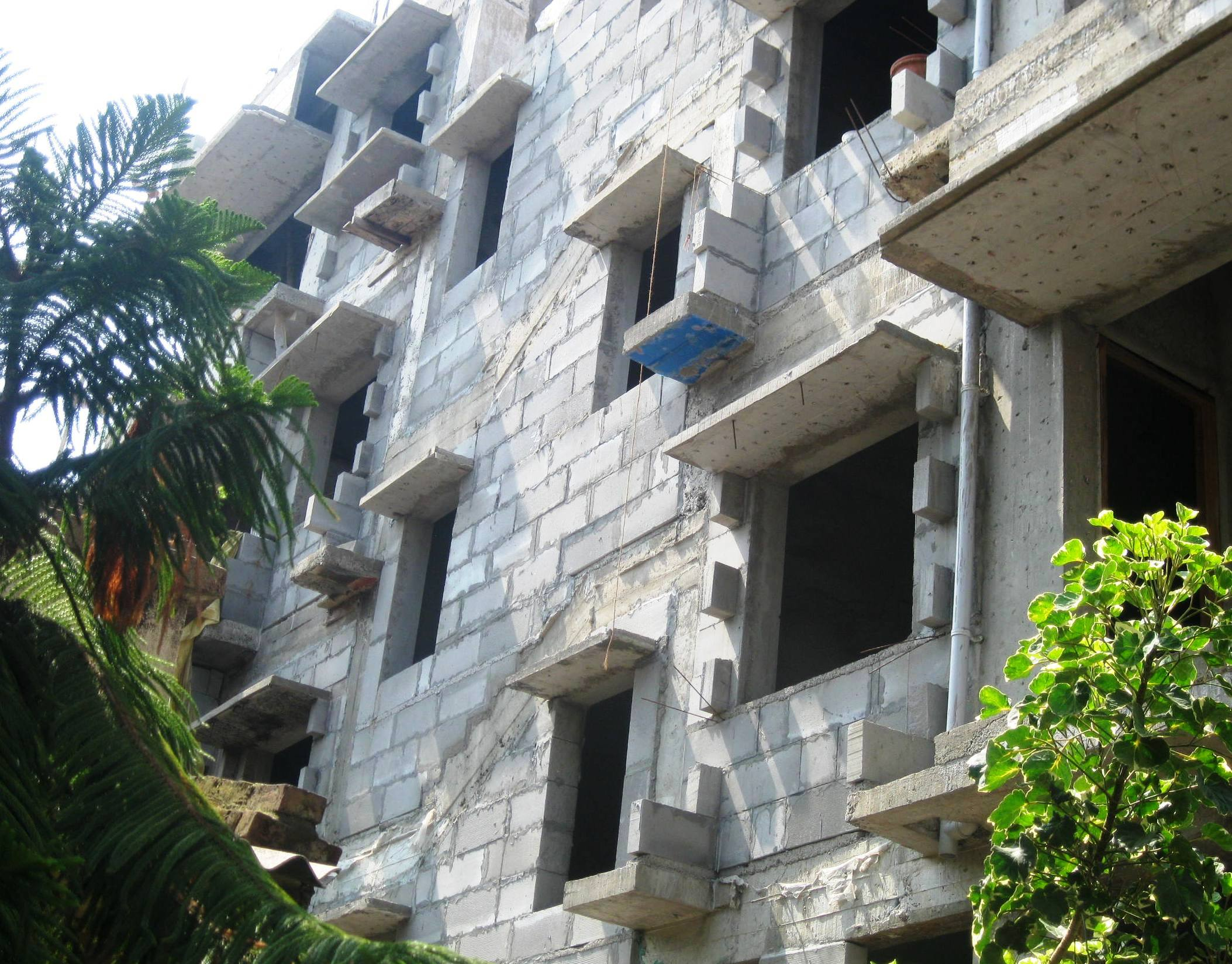
Prédio construído em alvenaria estrutural antes da fase de acabamento.

A Alvenaria estrutural ou alvenaria autoportante consiste em um método construtivo no qual as próprias paredes em alvenaria da edificação atuam como elementos estruturais, suportando as cargas de todo o edifício. Isso contrasta com a construção tradicional, onde uma estrutura de concreto armado ou aço suporta as cargas e as paredes têm função apenas de vedação. Desta forma, costuma-se classificar essas construções como estruturas autoportantes, uma vez que são capazes de sustentar por si só o próprio peso, sem a necessidade da instalação de pilares ou estruturas adicionais.

## Utilização
A opção pelo método de alvenaria estrutural deve considerar o tipo de projeto, as condições locais e as especificações de desempenho desejadas. Para obras que demandam rapidez e economia, e onde o layout interno não sofrerá muitas alterações, a alvenaria estrutural, esta técnica construtiva consiste em uma excelente opção.
No entanto, para projetos em que estejam previstas futuras modificações, outras técnicas construtivas podem ser mais adequadas, devido à eventuais limitações impostas pela presença de paredes estruturais.

## Características das obras em alvenaria estrutural
As construções em alvenaria estrutural são executadas normalmente com utilização de blocos de concreto especialmente projetados para isso, podendo também ser adotados tijolos cerâmicos reforçados ou blocos sílico-calcários, desde que sejam devidamente projetados para suportar cargas. Esses blocos podem ser maciços ou vazados, e são dimensionados de acordo com as necessidades estruturais do projeto.
As paredes são projetadas para suportar intensas cargas verticais, incluindo seus próprios pesos e a pressão adicional execida pelas lajes, além de também serem capazes de lidar eficientemente com eventuais cargas horizontais, como as forças dos ventos.
Em vez de vigas e pilares tradicionais, a própria alvenaria é a responsável por distribuir as cargas ao longo da estrutura. Isso pode simplificar o processo construtivo e reduzir custos sem alterar a resistência da construção ou sua durabilidade. Para dar estabilidade estrutural, as cavidades de alguns pontos estratégicos dos blocos são preenchidas com microconcretos especialmente aditivados, chamados de graute.

Para a correta execução de uma obra em alvenaria estrutural é imprescindível que o engenheiro responsável elabore um projeto específico detalhado para sua execução. Este projeto deve indicar o posicionamento exato de cada bloco, garantindo que futuramente as paredes suportem as cargas que receberão ao longo de toda a vida útil da edificação, minimizando a possibilidade de surgimento de patologias após a conclusão da obra. 

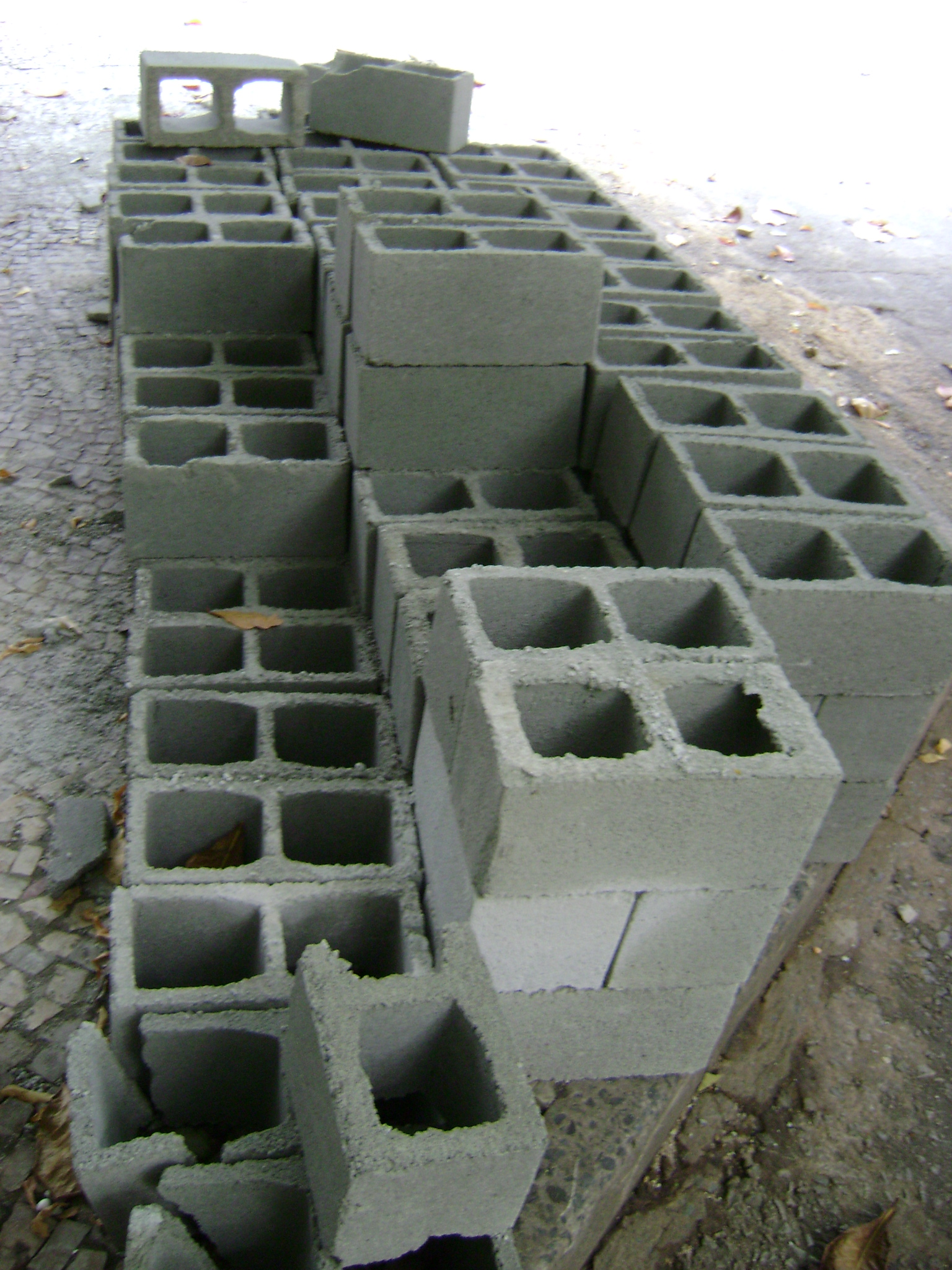
Blocos de concreto para utilização em alvenaria estrutural.

## Vantagens e desvantagens
A adoção da alvenaria estrutural pode ser motivada por diversos fatores, incluindo menor tempo de execução, nível de conforto térmico e acústico das edificações e menor desperdício de materiais. Contudo, essa escolha também acarreta algumas desvantagens, incluindo a exigência de mão de obra mais técnica e a falta de flexibilidade para alterações no layout de paredes.

### Principais vantagens
- Redução de custos: A alvenaria estrutural pode ser mais econômica em comparação com outras técnicas, como o concreto armado, devido à redução no consumo de materiais não reaproveitáveis, tais como formas de madeira.[9]
- Velocidade de execução: A construção em alvenaria estrutural tende a ser mais rápida, pois as etapas são mais simplificadas e não há necessidade de esperar o tempo de cura do concreto .[4]
- Sustentabilidade: A alvenaria estrutural permite uma maior racionalização de materiais, com menor desperdício, pois a quantidade de blocos e outros componentes pode ser previamente calculada com maior precisão.[8]
- Fundação: Por apresentar uma distribuição de peso mais uniforme, normalmente as edificações baseadas em alvenaria estrutural podem ser construídas sobre fundações menos profundas e, consequentemente, mais econômicas do ponto de vista financeiro.[10]
- Resistência: Por usar blocos de elevada resistência, as edificações feitas em alvenaria estrutural tendem a suportar melhor impactos de eventuais catástrofes, tais como incêndios, inundações e vendavais.[11][12]
- Durabilidade: Estruturas de alvenaria autoportante são duráveis, de modo que exigem menos manutenção ao longo do tempo; especialmente quando comparadas a estruturas que contemplem intenso uso de madeira ou metal.[9]
- Desempenho térmico e acústico: As paredes de alvenaria tendem a proporcionar elevada eficiência em relação ao isolamento acústico e térmico, melhorando o conforto dos ocupantes.[8]

### Principais desvantagens
- Flexibilidade de projeto limitada: Alterações de projeto e mudanças na disposição de paredes após a construção são caras e de díficil execução, uma vez que as paredes são elementos estruturais.[9]
- Restrições de aberturas: Há limitações na criação de grandes aberturas em paredes ou a adoção de grandes vãos livres, já que tais aberturas podem comprometer a integridade estrutural.[9]
- Limite de altura das edificações: Em virtude das limitações impostas pelos materiais utilizados, esta técnica construtiva apresenta um limite de altura para suas construções. No Brasil, as normas limitam a adoção desta técnica à edificações com no máximo 24 pavimentos para alvenarias não armadas ou 30 pavimentos caso sejam adotadas armações no concreto utilizado.[13]
- Uso de shafts: Devido às limitações impostas pela função estrutural exercida pelas paredes, há restrições em relação ao embutimento de instalações elétricas e hidrosanitárias por dentro da estrutura,[14] sendo frequentemente necessário recorrer a espaços ocos especialmente criados para passagem desses dutos, conhecidos como shafts.[15]
- Necessidade de planejamento detalhado: A alvenaria estrutural requer um planejamento detalhado e preciso, com elaboração de um projeto específico para tal finalidade antes do início da obra, incluindo a disposição dos pontos de elétrica, hidráulica e outros sistemas.[9] Além disso é necessário que o projeto contemple a posição exata ocupada por cada um dos blocos que farão parte das paredes estruturais, sem proceder corte dos blocos ou assentamento dos mesmos fora da posição indicada no projeto.[16]
- Controle de qualidade: A execução precisa e retilínea das paredes estruturais é crucial. Qualquer erro na construção pode comprometer a estabilidade da estrutura, exigindo um controle de qualidade rigoroso durante toda a obra.[9]